# 島根県道212号岡見停車場線
島根県道212号岡見停車場線（しまねけんどう212ごう おかみていしゃじょうせん）は、島根県浜田市を通る一般県道である。

## 概要
JR西日本山陰本線 岡見駅から島根県道171号益田種三隅線交点に至る。

### 路線データ
- 起点：浜田市三隅町岡見（JR西日本山陰本線 岡見駅前）
- 終点：浜田市三隅町岡見（島根県道171号益田種三隅線交点）

## 歴史
- 1958年（昭和33年）6月13日 - 島根県告示第525号により認定される。
- 1972年（昭和47年）頃 - 現行の県道番号に変更される。
- 2005年（平成17年）10月1日 - 浜田市と那賀郡全町村が対等合併して改めて浜田市が設置されたことにより全区間が浜田市域を通る路線になり、併せて起終点の地名が変更される。

## 地理

### 通過する自治体
- 島根県
  - 浜田市

### 交差する道路
| 交差する道路              | 交差する場所 | 交差する場所 |
| ------------------------- | ------------ | ------------ |
| 島根県道171号益田種三隅線 | 三隅町岡見   | 終点         |

### 沿線
- JR西日本山陰本線 岡見駅
- 中国電力三隅発電所